# Вилхелмина Каролина Датска
Вилхелмина Каролина Датска (на датски: Vilhelmine Caroline af Danmark; на немски: Wilhelmine Karoline von Dänemark; * 10 юли 1747 в замък Христиансборг, Копенхаген, Дания; † 14 януари 1820 в Касел) от Дом Олденбург е принцеса от Дания и Норвегия и чрез женитба ландграфиня на Хесен-Касел (31 октомври 1785 – 1803) и курфюрстка на Хесен (1803 – 14 януари 1820).
Тя е дъщеря на датския крал Фредерик V (1723 – 1766) от Дания и Норвегия, и първата му съпруга му Луиза Британска (1724 – 1751), дъщеря на крал Джордж II (1683 – 1760) и принцеса Каролина фон Бранденбург-Ансбах (1683 – 1737).
Вилхелмина Каролина се омъжва на 1 септември 1764 г. в замък Христиансборг в Копенхаген за първия си братовчед наследствения принц Вилхелм IX/I фон Хесен-Касел (1743 – 1821), граф на Ханау, от 1785 г. управляващ ландграф на Хесен-Касел и от 1803 г. курфюрст. Вилхелм е един от най-богатите князе по неговото време. Този брак скоро е разрушен. Вилхелм има четири метреси и повече от две дузини други деца.
По времето на Кралство Вестфалия (1806 до 1813) двамата живеят разделено в екзил. Вилхелм с метресата си живее в Шлезвиг и Прага, а Вилхелмина Каролина живее с най-малката си дъщеря Каролина Амалия в зимния дворец в Гота.
Вилхелмина Каролина умира на 14 януари 1820 г. на 72 години в Касел. Мавзолеят на курфюрстката се намира в гробището Лутер в Касел.

## Деца
Вилхелмина Каролина и Вилхелм I имат два сина и две дъщери:
- Мария Фридерика (1768 – 1839), омъжена 1794 – 1817 г. за княз Алексис фон Анхалт-Бернбург (1767 – 1834)
- Каролина Амалия (1771 – 1848), омъжена 1802 г. за херцог Август фон Саксония-Гота-Алтенбург (1772 – 1822)
- Фридрих (* 8 август 1772 в Ханау, † 20 юли 1784 също там), погребан в църквата Св. Мария в Ханау. За него баща му построява в парка на Вилхелмсбад една пирамида.
- Вилхелм II (1777 – 1847), курфюрст на Хесен.